# ...Something to Be
...Something to Be je debitantski solo album Roba Thomasa, glavnog vokalista iz sastava matchbox twenty iz travnja 2005. godine.

## Podaci
...Something to Be, Thomasov iskorak u pop zvuk nakon dugogodišnjeg uspješnog zadržavanja u indie rock vodama, jedan je od komercijalno najuspješnijih albuma u 2005. dosad. Album je s prvog mjesta američke ljestvice prodavanosti skinuo The Emancipation of Mimi Mariahe Carey, a dva dosadašnja singla polučila su solidan uspjeh.
...Something to Be je, usto, prvi ikad mainstream visokobudžetni album izdan na diskovima snimljenim DualDisc tehnologijom.

## Popis pjesama
1. This Is How A Heart Breaks
2. Lonely No More
3. Ever The Same
4. I Am An Illusion
5. When The Heartache Ends
6. Something To Be
7. All That I Am
8. Problem Girl
9. Falling to Pieces
10. My My My
11. Streetcorner Symphony

## Singlovi
- Lonely No More (2005.)
- This Is How a Heart Breaks (2005.)

## Vanjske poveznice
- Službene web-stranice Roba Thomasa